# Lake Holiday (Indiana)
Pour les articles homonymes, voir Lake Holiday.
Lake Holiday est une census-designated place située dans le comté de Montgomery, dans l’État de l'Indiana, aux États-Unis. Lors du recensement de 2020, elle compte 921 habitants.